# Daniel Leo (criminale)
Daniel Leo (Rockleigh, 16 gennaio 1941) è un mafioso statunitense.

## Biografia
Membro di spicco di Cosa nostra statunitense e boss reggente della Famiglia Genovese dal 2005 al 2008; terminò il proprio periodo da reggente il 1º dicembre 2008 a seguito della scarcerazione di Liborio Bellomo, attuale boss della Famiglia Genovese.

## Boss della famiglia Genovese
| Giuseppe Morello   | 1897 - 1909        |
| Nicolò Terranova   | 1910 - 1916        |
| Vincenzo Terranova | 1916 - 1920        |
| Giuseppe Morello   | 1920 - 1922        |
| Joe Masseria       | 1922 - 1931        |
| Lucky Luciano      | 1931 - 1946        |
| Frank Costello     | 1946 - 1957        |
| Vito Genovese      | 1957 - 1969        |
| Philip Lombardo    | 1969 - 1981        |
| Vincent Gigante    | 1981 - 2005        |
| Liborio Bellomo    | 2005 - Attualmente |